# 五木村立五木東小学校平瀬分校
五木村立五木東小学校平瀬分校（いつきそんりつ いつきひがししょうがっこうひらせぶんこう）は、かつて熊本県球磨郡五木村丙にあった公立小学校の分校。

## 概要
歴史
1922年（大正11年）に小鶴尋常小学校（五木西小学校の前身）の分教場として創立。1955年（昭和30年）に五木東小学校に移管された。2001年（平成13年）に休校、2006年（平成18年）に閉校し、五木東小学校本校に統合され、84年の歴史に幕を下ろした。
校訓・校章・校歌
五木村立五木東小学校#概要を参照。

## 沿革
- 1922年（大正11年）4月 - 「小鶴尋常小学校 平瀬分教場」が創立。
- 1927年（昭和2年）- 小椎葉地区の火災により、類焼で校舎を焼失[1]。
- 1928年（昭和3年）4月 - 木造新校舎が完成（復旧）[1]。
- 1937年（昭和12年）4月 - 「五木西尋常小学校 平瀬分教場」と改称。
- 1941年（昭和16年）4月1日 - 国民学校令施行により、「五木村五木西国民学校 平瀬分教場」と改称。
- 1947年（昭和22年）4月1日 - 学制改革により、「五木村立五木西小学校 平瀬分校」と改称。
- 1955年（昭和30年）4月1日 - 五木東小学校へ移管され、「五木村立五木東小学校 平瀬分校」（最終名）と改称。
- 1961年（昭和36年）3月 - へき地集会室が完成[1]。
- 1967年（昭和37年）3月 - 新校舎が完成[1]。
- 2001年（平成13年）4月1日 - 休校となる。
- 2006年（平成18年）3月31日 - 五木村立五木東小学校本校への統合により閉校。84年の歴史に幕を下ろした。

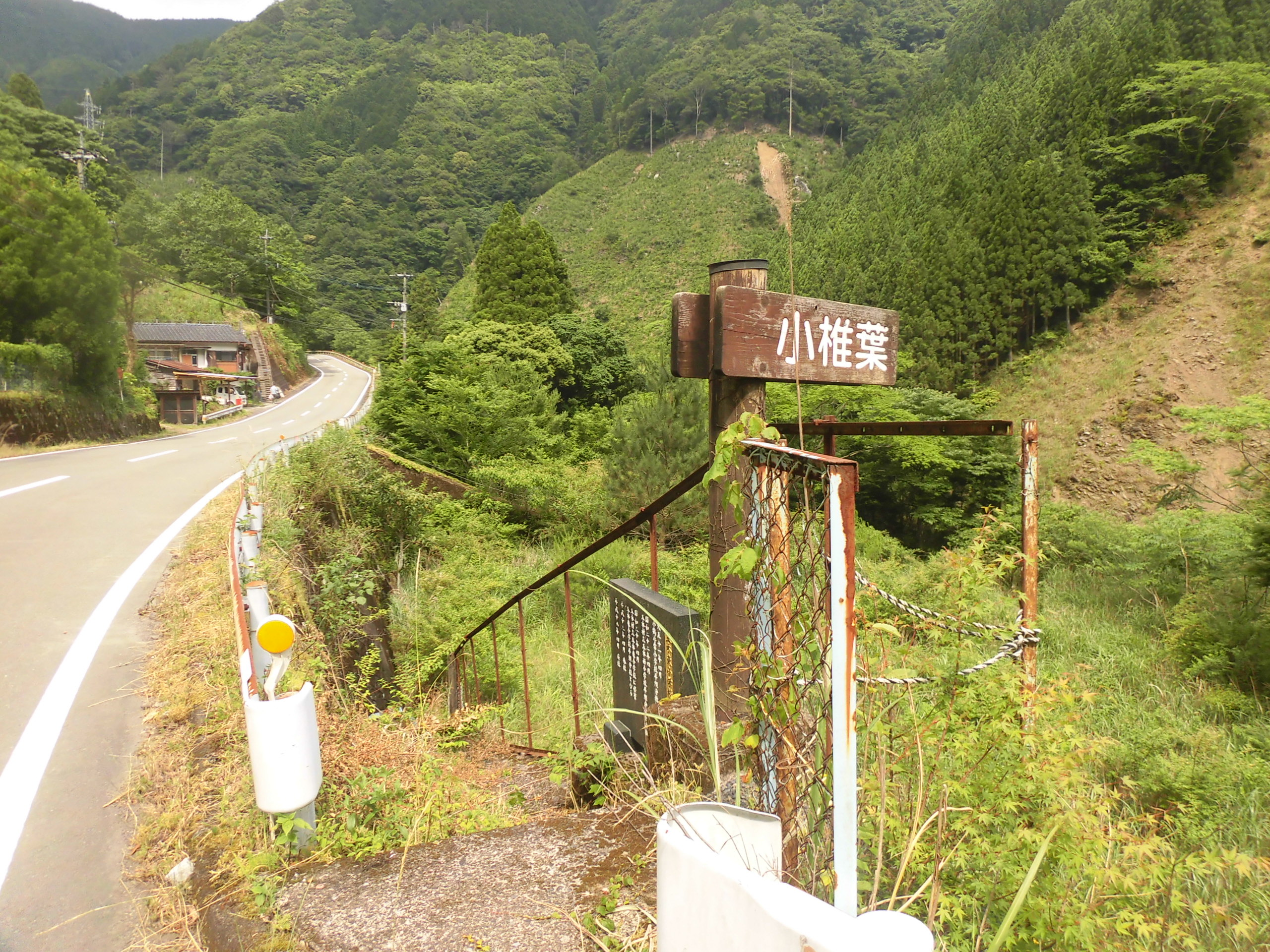
平瀬分校 跡地
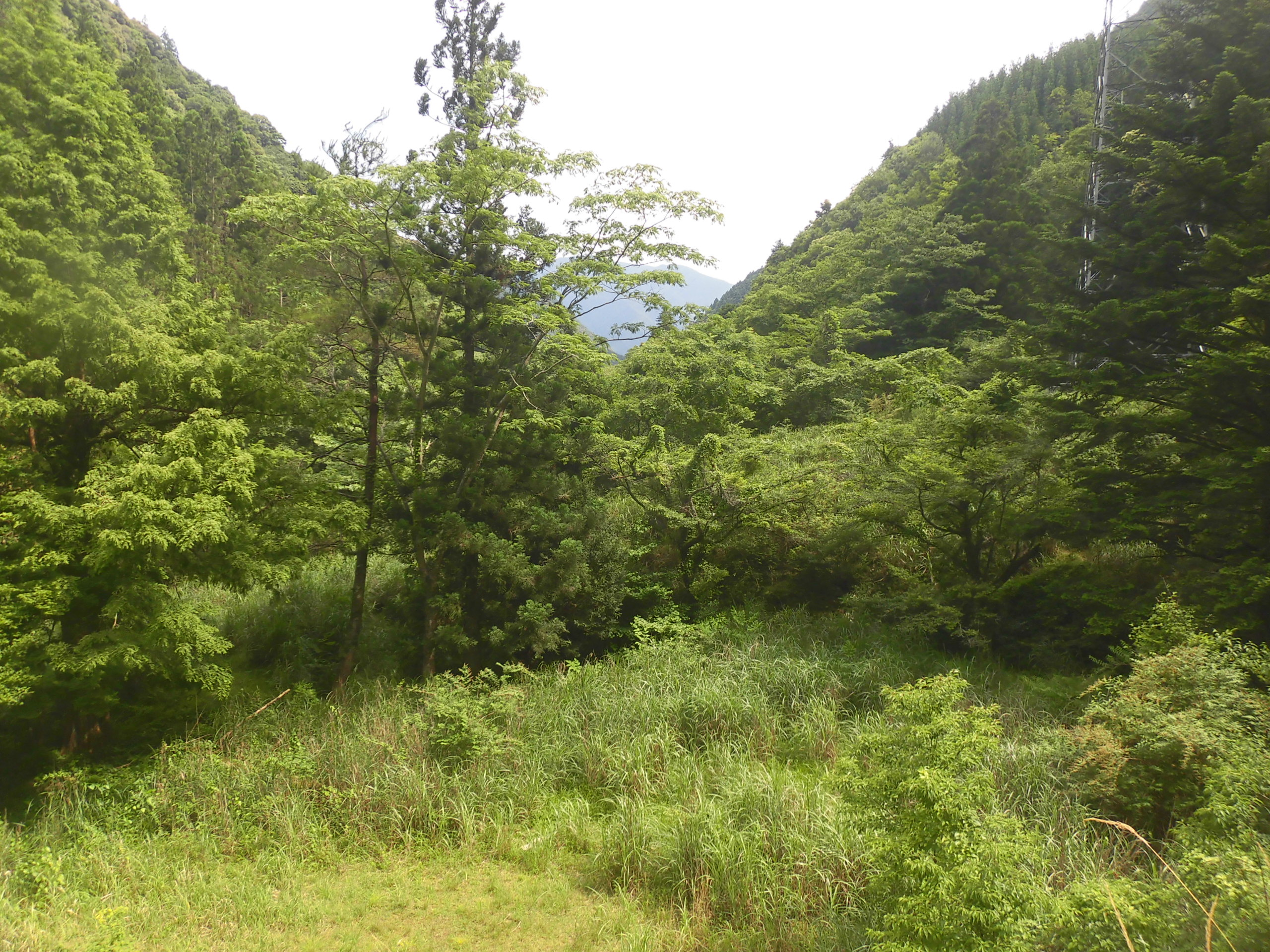
平瀬分校 跡地

## 交通アクセス
最寄りの幹線道路
- 熊本県道25号宮原五木線